# Bonez Tour 2005: Live at Budokan
Bonez Tour 2005: Live at Budokan é um álbum de vídeo gravado ao vivo pela cantora canadense Avril Lavigne, em 10 de março de 2005, no Nippon Budokan, em Tóquio, Japão, e lançado somente no país, que recebeu uma certificação de Disco de Ouro devido a mais de 100 mil cópias vendidas, pelo RIAJ(Japão). Além de um prêmio ganho do The 20th Japan Gold Disc Award pela mesma empresa em 2006 na categoria de "Melhor DVD internacional". O DVD vem acompanhado de um encarte com letras das músicas em japonês e inglês e com um Behind The Scenes. Ainda acompanhada um acessório para celular.

## Faixas[1]
| Live at Budokan |                   |                                       |         |  |
| N.º             | Título            | Compositor(es)                        | Duração |  |
| 1.              | "He Wasn´t"       | Avril Lavigne, Kreviazuk              | 2:59    |  |
| 2.              | "My Happy Ending" | Avril Lavigne, Walker                 | 4:02    |  |
| 3.              | "Take Me Away"    | Avril Lavigne, Evan Taubenfeld        | 2:57    |  |
| 4.              | "Freak Out"       | Avril Lavigne, Brann, Evan Taubenfeld | 3:13    |  |
| 5.              | "Unwanted"        | Avril Lavigne, C. Magness             | 3:40    |  |
| 6.              | "Who Knows"       | Avril Lavigne, Kreviazuk              | 3:30    |  |
| 7.              | "I'm with You"    | Avril Lavigne, The Matrix             | 3:44    |  |
| 8.              | "Losing Grip"     | Avril Lavigne, C. Magness             | 3:53    |  |
| 9.              | "Together"        | Avril Lavigne, Kreviazuk              | 3:14    |  |
| 10.             | "Forgotten"       | Avril Lavigne, Kreviazuk              | 3:16    |  |
| 11.             | "Tomorrow"        | Avril Lavigne, C. Frasca, S. Breer    | 3:48    |  |
| 12.             | "Nobody´s Home"   | Avril Lavigne, Moody                  | 3:32    |  |
| 13.             | "Fall To Pieces"  | Avril Lavigne, Maida                  | 3:28    |  |
| 14.             | "Don´t Tell Me"   | Avril Lavigne, Evan Taubenfeld        | 3:22    |  |
| 15.             | "Sk8er Boi"       | Avril Lavigne, The Matrix             | 3:23    |  |
| 16.             | "Complicated"     | Avril Lavigne, The Matrix             | 4:05    |  |
| 17.             | "Slipped Away"    | Avril Lavigne, Kreviazuk              | 3:33    |  |

## Certificações
| País / Certificadora | Certificações | Vendas  |
| -------------------- | ------------- | ------- |
| Japão / RIAJ         | Ouro          | 200,000 |